# Zisterzienserinnenabtei Vallverd

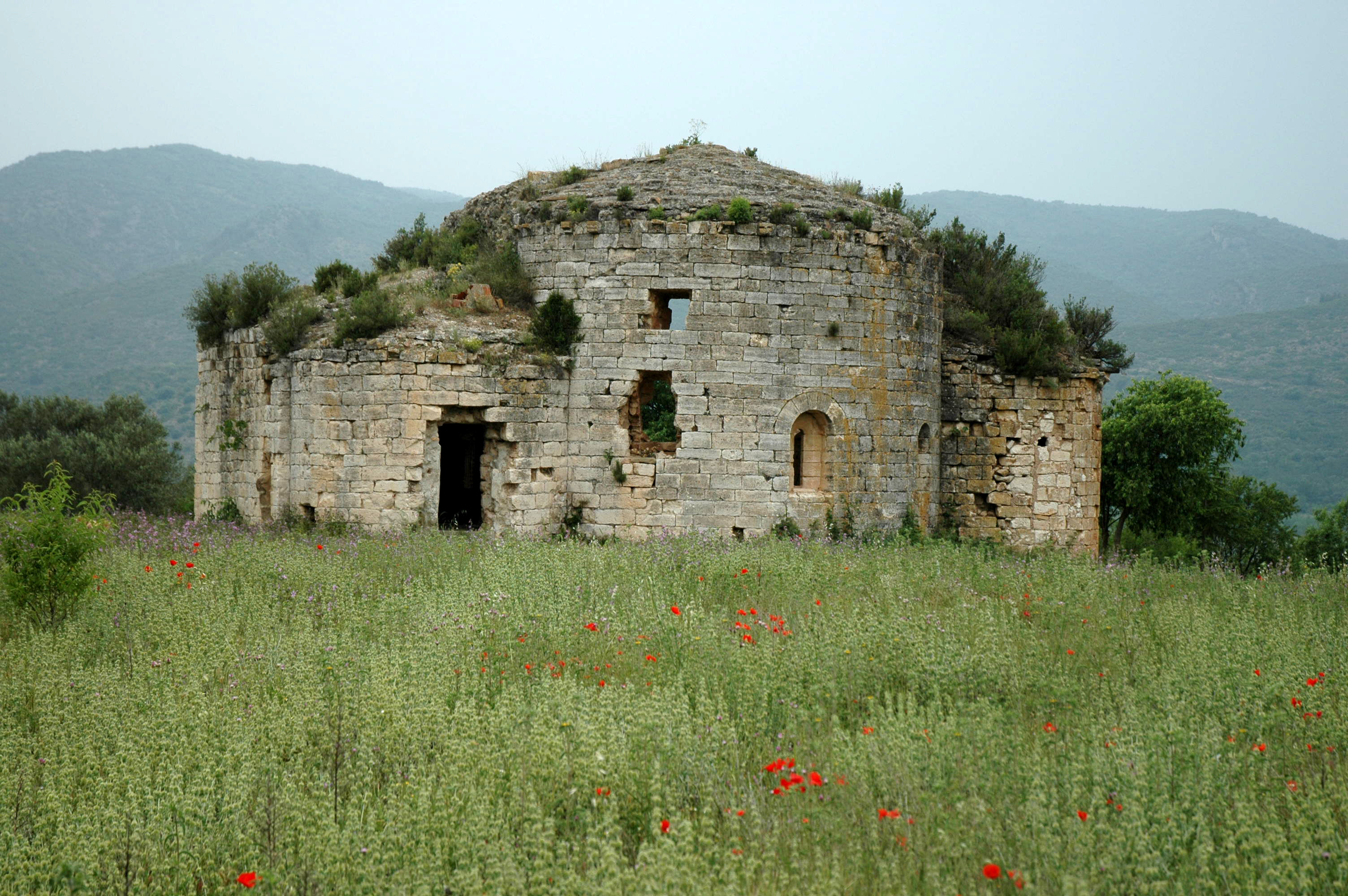
Zisterzienserinnenabtei Vallverd, Ruine der Klosterkirche

Die Zisterzienserinnenabtei Vallverd war von 1172 bis 1452 ein Kloster der Zisterzienserinnen in Os de Balaguer, Comarca Noguera, Provinz Lleida in Katalonien.

## Geschichte
Graf Ermengol VII. und seine Gemahlin Dolça von Foix stifteten 1172 auf einer Landschaftsterrasse am Fluss Noguera Ribagorzana südlich der bis 1964 bestehenden Gemeinde Tragó de Noguera das Nonnenkloster Santa Maria de Vallverd („Grüntal“), das bereits 1173 Schwestern zur Gründung des Klosters Casbas entsenden konnte. In den Anfängen ist auch von einem Doppelkloster (Nonnen und Mönche) die Rede. 1452 wurde das Kloster an die Abtei Les Franqueses angeschlossen (die ihrerseits 1474 aufgelöst wurde). Die Nonnen von Vallverd durften aber bis zu ihrem Tod am Ort bleiben, die letzte starb 1475. Über die Reste der Klosterkirche in der schwer zugänglichen Landschaft äußert sich Peugniez begeistert: „un paradis extraordinaire de ‚bout du monde‘“ (ein unvergleichliches Paradies am Ende der Welt).